# Afrosoma
Afrosoma is een geslacht van kevers uit de familie bladkevers (Chrysomelidae).
De wetenschappelijke naam van het geslacht werd in 1973 gepubliceerd door Wilcox.

## Soorten
- Afrosoma suturale (Allard, 1889)